# Shire of Moora
Shire of Moora is een lokaal bestuursgebied (LGA) in de regio Wheatbelt in West-Australië.

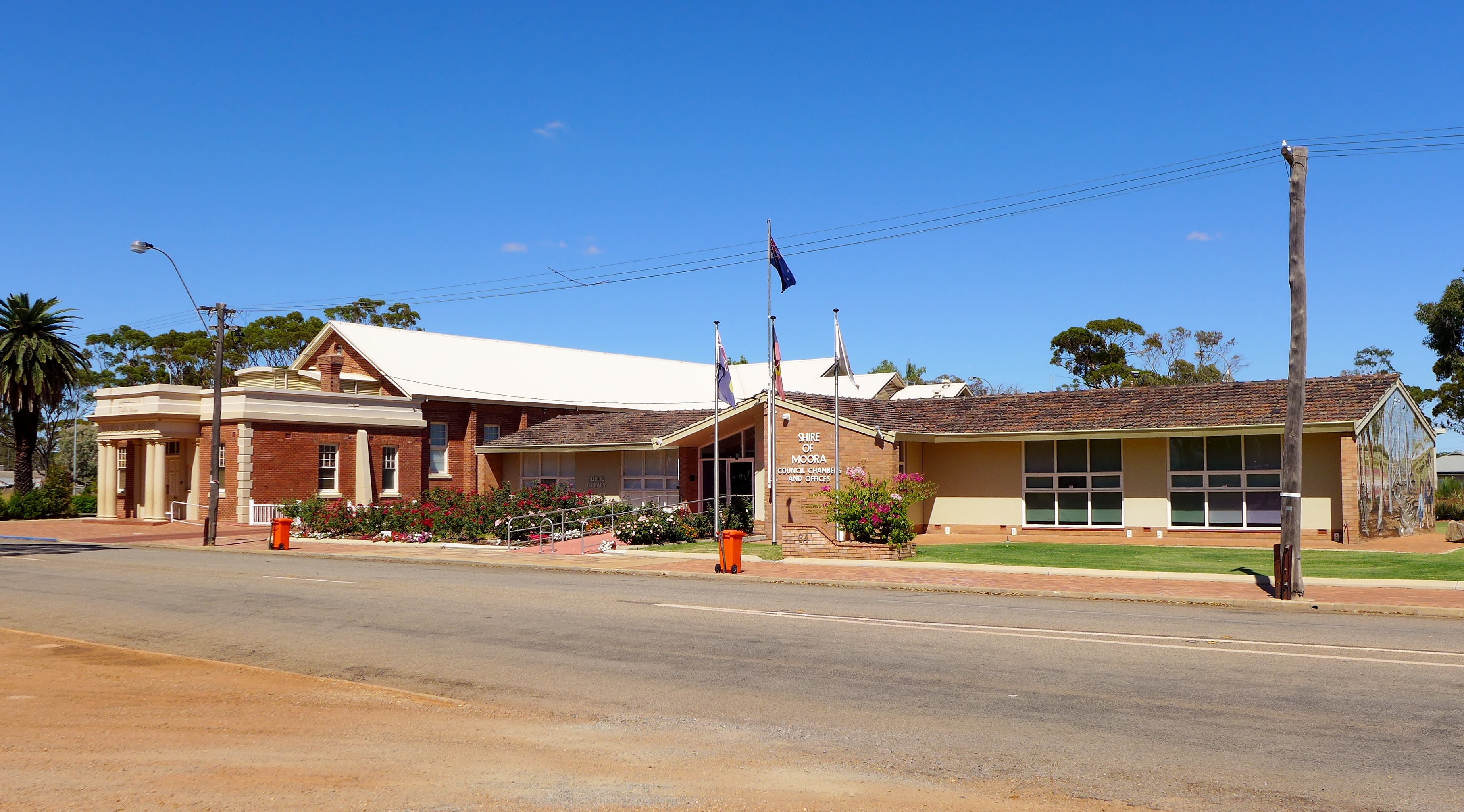
Districtsgebouw in 2016

## Geschiedenis
Op 24 januari 1871 werd het Victoria Plains Road District opgericht. Het Moora Road District werd er op 11 december 1908 van afgescheiden. Op 23 juni 1961 veranderde het Moora Road District van naam en werd de Shire of Moora.

## Beschrijving
Shire of Moora is een landbouwdistrict in de regio Wheatbelt in West-Australië. Het is ongeveer 3.765 km² groot. Er ligt 333 km verharde en 653 km onverharde weginfrastructuur. Het district heeft een bibliotheek, zwembad, recreatiecentra, basisscholen, een secundaire school en een hogeschool, een ziekenhuis en verschillende sportfaciliteiten.
In 2021 telde Shire of Moora 2.292 inwoners. De hoofdplaats is Moora.

## Plaatsen, dorpen en lokaliteiten
- Bindi Bindi
- Coomberdale
- Koojan
- Miling
- Moora
- Walebing
- Watheroo

## Bevolkingsaantal
| Jaar | Bevolkingsaantal |
| ---- | ---------------- |
| 1911 | 1.921            |
| 1921 | 1.642            |
| 1933 | 2.088            |
| 1947 | 2.006            |
| 1954 | 2.896            |
| 1961 | 3.082            |
| 1966 | 2.981            |
| 1971 | 3.120            |
| 1976 | 3.040            |
| 1981 | 3.102            |
| 1986 | 2.828            |
| 1991 | 2.654            |
| 1996 | 2.541            |
| 2001 | 2.557            |
| 2006 | 2.410            |
| 2011 | 2.476            |
| 2016 | 2.428            |
| 2021 | 2.292            |